# تملک اهرمی
تملک اهرمی، (به انگلیسی: Leveraged Buyout) یا خرید استقراضی، هرگاه شرکتی سهام عمده یا دارایی‌های شرکت دیگر را از طریق دریافت وام و استقراض، تصاحب کند و برای بازپرداخت وام‌های گرفته شده، دارایی‌های تصاحب شده را، در گرو یا رهن قرار دهد.
در این روش شرکت سرمایه‌گذار تمام سهام عادی یک واحد انتفاعی دیگر را تصاحب می‌کند. پس از تحصیل، کل دارایی شرکت قدیم به شرکت جدید واگذار می‌شود و بخش اعظم سرمایه شرکت جدید نوعی بدهی است، از این رو به آن روش اهرمی می‌گویند. سرمایه اندک شرکت جدید توسط گروه کوچکی از سهام‌داران قبلی شرکت قدیم که معمولاً مدیران بوده‌اند، (تملک مدیریت) تأمین می‌شود.
خرید اهرمی وقتی انجام می‌شود، که گروه کوچکی، مبادرت به گرفتن وام برای تأمین مالی خرید سهام مورد نظر می‌کند. وام دریافتی مزبور نهایتاً از محل نقدینهٔ ایجاد شده از عملیات شرکت تحصیل شده یا فروش دارایی‌های آن بازپرداخت می‌شود.